# Bernardo Gandulla
Bernardo Gandulla (Buenos Aires, 1 maart 1916 - aldaar, 7 juli 1999) was een Argentijnse voetballer en trainer. 
Gandulla begon zijn carrière bij Ferro Carril Oeste en stond daar met enkele andere spelers bekend als de Vijf Musketiers. In 1939 ging hij voor het Braziliaanse Vasco da Gama spelen maar verbleef daar maar korte tijd. Van 1940 tot 1943 speelde hij voor Boca en won twee titels met de club. In 1944 keerde hij terug naar Ferro Carril Oeste en speelde daar nog twee jaar alvorens zijn carrière te beëindigen bij Atlanta. 
Na zijn spelerscarrière werd hij ook trainer en in 1953 werd hij coach bij Defensores de Belgrano in de derde klasse en won de titel met hen. Van 1957 tot 1958 was hij hoofdcoach bij Boca. 
Het Portugese woord voor ballenjongen (gandula) komt van Bernardo. In zijn tijd bij Vasco da Gama zat hij meestal op de bank en verzamelde tijdens de wedstrijd de ballen die uitgestampt werden. 